# گوارچینو
گوارچینو (به ایتالیایی: Guarcino) یک کومونه در ایتالیا است که در استان فروزینونه واقع شده‌است.

## خصوصیات
گوارچینو ۴۲٫۳ کیلومترمربع مساحت و ۱٬۷۰۰ نفر جمعیت دارد و ۶۲۵ متر بالاتر از سطح دریا واقع شده‌است.